# NHKアーカイブス (施設)
NHKアーカイブス（エヌエイチケイアーカイブス）は、2003年（平成15年）2月1日に日本放送協会（NHK）のテレビ放送開始50周年記念事業として、埼玉県川口市の複合施設「SKIPシティ」内に開設された施設である。

## 概要
前身は1981年4月1日に開設された「NHK放送番組ライブラリー」。
NHKのテレビ・ラジオ番組等の膨大な量の映像・音声素材を収蔵している。政見放送はNHKに著作権がないため収蔵されない。権利関係を巡る不祥事を起こしたラジオ名人寄席の一部放送回も収蔵されない。理由は公表されていないがラジオの外国語ニュースは収蔵されない。
1999年に「NHK映像アーカイブセンター」として計画され、NHKが保有している映像・音源などについて、その時代を映し出した様々な記録を後世の代まで広く伝えていこうということで開設された。
埼玉県との共同運営による「番組公開ライブラリー」が併設されている。
60万本以上あるNHK製作のドキュメンタリー、ドラマ、歌番組などの映像・音声素材から、権利関係の処理を済ませた約6000本、および埼玉県が所有する映像素材を、自由に視聴することが可能である。また、人形劇の人形、各種の放送用ビデオテープなど放送に関連した資料の展示が行われている。
サーバーでの番組の同録として前身のMPEG-1での「放送番組オンデマンド」のシステムが開発された。全国のNHK各放送局と光ファイバー専用線によるIPで結ばれており、制作現場がアーカイブスのライブラリーをパーソナルコンピューターの端末で検索・発注し、発注に応じて所蔵する素材テープを施設内の専用機材で再生しながら放送局へ伝送し、受け手側の専用機材が自動的に録画することで、複製テープを作成される流れで、番組制作へ活用できるようになっている。この方法の確立により、素材テープを放送局まで配送する手間と貴重な素材テープの紛失を抑止することが可能になった。
NHKの映像ライブラリーは、日本各地の放送局など52箇所（NHKアーカイブス併設を除く）でも「NHK番組公開ライブラリー」として、オンラインで視聴することができる（こちらの再生素材は、後で開始されたNHKオンデマンドと同じく、動画データ化された素材をサーバで配信している）。
2007年（平成19年）2月1日より、NHKアーカイブスで保存されているテレビ番組の一部を掲載した一覧が、ウェブサイトで公開されることになった。これにより、番組公開ライブラリーで公開されているもの以外のテレビ番組の保存状況も知ることができるようになる。発表どおり、同日よりNHK放送番組記録 NHKアーカイブス保存番組検索として公開されている。
製作された当時の映像を、当時の雰囲気そのままに伝えるために、映像・音源に対するデジタルリマスタリング（修復）処理もここで実施している。この方式は、番組としての「NHKアーカイブス」が放送される直前の2000年（平成12年）1 - 3月に、NHK総合テレビジョン深夜放送でシリーズ放送された『よみがえる新日本紀行』で初めて紹介された。
なお鶴岡支局は分室と位置づけられ、支局降格により使用されなくなった放送スタジオを利用し、ここで収めきれない音楽用レコードなどが収蔵されている。これらも、現在の放送に活用されている。（なお浜松支局も分室として位置づけられていたが、浜松放送会館の閉鎖に伴い、2017年度中に川口本館へすべて移されている）

## 交通アクセス
バスはいずれも国際興業バス利用
- JR京浜東北線
  - 川口駅下車、東口からバスで約13分または徒歩で39分
  - 西川口駅下車、東口からバスで約9分または徒歩で29分
- 埼玉高速鉄道鳩ヶ谷駅下車、西口からバスで約9分または徒歩で22分

→いずれも「SKIPシティ」で降車。

※現在は路線バスダイヤ改正により、SKIPシティ乗り入れ路線が朝夕のみ運行のため、昼間は「川口市立高校」バス停下車後東側へ徒歩3分となっている。

## 開館時間など
- 開館時間 9:30 - 17:30
- 休館日 毎週月曜日（祝日・振替休日の場合は翌日の火曜日）、年末年始（12月27日 - 1月3日）
- 入館料 無料